# 日本驻奉天总领事馆
日本驻奉天领事馆是二十世纪初日本国政府驻奉天（今辽宁省沈阳市）的领事馆，现存旧址位于辽宁省沈阳市和平区三经街9号。现存大楼为沈阳迎宾馆使用。

## 历史
1905年，日俄奉天会战之后，日本在奉天设立了奉天军政署，实行军事管制。1906年6月1日，日本驻奉天领事馆在小西门附近正式设立。1908年5月，奉天商埠地开发以后，日本提出在商埠地内选址建筑新馆。1912年8月，新馆在商埠地内建成而后领馆升格为日本驻奉天总领事馆，负责日本在东北地区的全部外交事务。九一八事变之后，日本驻奉天总领事馆被关闭，而领馆大楼建筑改为满铁总裁官邸。1945年，日本投降后，领馆大楼被苏军占领。1950年，苏联政府将领馆大楼改为苏联驻沈阳总领事馆，并按照俄式风格对该建筑进行了装饰。中苏交恶期间，苏联总领馆被关闭后，大楼被用于外事接待服务。1985年，大楼正式更名为沈阳迎宾馆，并沿用至今。

## 建筑
日本驻奉天总领事馆建于1912年8月，由三桥四郎设计，高冈又一郎负责施工。领事馆建筑群主楼为总领事办公用房、四栋别墅式平房为总领事及高级官员的公寓。主楼为地上两层砖石结构，建筑面积10000平方米，正立面以主入口为中轴做对称布局。主楼具有强烈的俄式风格，外墙以水泥罩面并涂抹成米黄色，塔楼和屋顶均用铜皮覆盖并漆成绿色。